# 梅赫列尼加河
63°15′36″N 41°20′42″E / 63.26000°N 41.34500°E

梅赫列尼加河是俄羅斯的河流，由阿爾漢格爾斯克州負責管轄，屬於葉姆察河的左支流，河道全長231公里，流域面積5,080平方公里，發源自北德維納河和奧涅加河的分水嶺。